# Giancarlo Tacchi
Giancarlo Tacchi (Torino, 7 aprile 1957) è un ex calciatore italiano, di ruolo ala.

## Biografia
È figlio di Juan Carlos Tacchi, ala argentina di Torino, Alessandria e Napoli negli anni 50 e 60, e fratello maggiore di Maurizio Tacchi (Sulmona, Ravenna, Vis Pesaro e Chieti) e di Oscar Ettore Tacchi, ala di Genoa e Lecce negli anni 80.

## Carriera
Ha disputato la stagione 1978-1979 in Serie A, collezionando 19 presenze, con la maglia dell'Avellino, con cui nella stagione precedente aveva conquistato la prima, storica promozione degli irpini nella massima serie.
Ha inoltre militato in Serie B nelle file di Avellino, Genoa, Lecce e Pescara.
In carriera ha totalizzato complessivamente 19 presenze in Serie A e 167 presenze e 20 reti in Serie B.

## Palmarès
- Coppa Italia Semiprofessionisti: 1

Arezzo: 1980-1981